# گاریوانگسان
گاریوانگسان (به لاتین: Gariwangsan) یک کوه در کره جنوبی است که در کره جنوبی واقع شده‌است. گاریوانگسان ۱٬۵۶۰٫۶ متر بالاتر از سطح دریا واقع شده‌است.